# Hadnagy Árpád (geológus)
Hadnagy Árpád (Kolozsvár, 1943. november 3. – Kolozsvár, 2023. december 22.) erdélyi magyar geológus, ásványtani szakíró.

## Életútja
Képzőművész édesapja halála után Petrozsényban egyik anyai nagybátyja nevelte. Itt járt iskolába, és itt érettségizett (1961), majd a Babeș–Bolyai Egyetemen geológia szakot végzett (1969). Bukaresti, kolozsvári, balánbányai és nagyváradi szakmai munkabeosztások után 1976-tól a nagyváradi Körösvidéki Múzeum főmuzeológusa lett. 1977-től a nagyváradi Nymphaea szakfolyóirat szerkesztőbizottsági tagja, itt jelentek meg mineralógiai szakdolgozatai. Terepmunkálatai során végzett régészeti kutatásairól a Crisia hasábjain számolt be. Bihar megye román nyelvű monográfiájának (1979) társszerzője. Anyanyelvén az Ady Endre Irodalmi Körben és a berettyószéplaki Művelődési Körben tartott ismeretterjesztő előadásokat. Kartográfia és történelem című írását a Fáklya közölte (1981. január 16.). 1987-ben Bukarestben szerzett doktori fokozatot, disszertációjának témája a Fekete-Körös medencéjének üledékes nehézásványai. 1990-ig a Román Földtani Intézet nagyváradi, geotermális fiókjának munkatársaként dolgozott, majd az intézmény megszűnését követően 2005-ben bekövetkezett nyugdíjazásáig a kolozsvári mineralógiai és kőzettani szekció alkalmazottja volt.